# Jamaica en el Campeonato Mundial de Atletismo de 2015
Jamaica participó en el Campeonato Mundial de Atletismo de 2015 con una delegación de 53 atletas. La representación caribeña ganó siete medallas de oro, dos de plata y 3 de bronce en lo que fue su mejor desempeño en campeonatos mundiales desde la edición de 2009, así como logró ubicarse por primera vez en la segunda posición de la tabla general de medallas. Usain Bolt fue el atleta con más triunfos al ganar tres medallas doradas, y otros participantes lograron el podio por primera vez para Jamaica en las disciplinas del lanzamiento de peso y 110 metros vallas, ambos en la rama masculina. 

## Participación
Jamaica se presentó con ocho atletas más en su equipo con respecto al campeonato mundial de 2013. Resaltó la ausencia de Yohan Blake quien por segunda ocasión consecutiva se perdió el certamen; en cambio, retornó el plusmarquista Asafa Powell.
En esta edición Usain Bolt se convirtió  en el atleta masculino con más medallas doradas en la historia de los campeonatos mundiales con 11, y también en el que más ostenta en su poder tomando en cuenta las medallas de plata y bronce con 13; y por tercera ocasión logró tres medallas doradas en una sola edición. Por su parte Shelly-Ann Fraser Pryce se posicionó como la segunda atleta femenina en lograr más medallas de oro en la historia con 7. Las medallas individuales de oro fueron completadas por Danielle Williams en los 100 m vallas.
Por el lado de las carreras de relevos, específicamente en los 4 × 100 m masculino, el equipo caribeño amplió a cuatro los triunfos consecutivos en el evento. En tanto, en las pruebas femeninas lograron por segunda ocasión el triunfo en los 4 × 100 m aparte de un nuevo récord del campeonato; y en los 4 × 400 m, volvieron a ganar dicha carrera por segunda vez desde la edición de 2001.
Jamaica además obtuvo medallas en disciplinas que no son tradicionales en su trayectoria. Fueron los casos de Hansle Parchment en los 110 m vallas (2° lugar) y O'Dayne Richards en el lanzamiento de peso (3er lugar). Resaltó además la presencia de cuatro corredoras jamaicanas en la final de los 400 m femenino.
Las siete medallas de oro significaron el mejor desempeño desde la edición de Berlín 2009. Como en aquel campeonato, en Pekín se ubicaron en el segundo lugar de la tabla general de medallas.

### Medallistas
| Medalla           | Nombre                                                                           | Evento              | Marca        | Fecha        |
| ----------------- | -------------------------------------------------------------------------------- | ------------------- | ------------ | ------------ |
| Medalla de oro    | Usain Bolt                                                                       | 100 m               | 9,79 s       | 23 de agosto |
| Medalla de oro    | Shelly-Ann Fraser-Pryce                                                          | 100 m               | 10,76 s      | 24 de agosto |
| Medalla de oro    | Usain Bolt                                                                       | 200 m               | 19,55 s      | 27 de agosto |
| Medalla de oro    | Danielle Williams                                                                | 100 m vallas        | 12,57 s      | 28 de agosto |
| Medalla de oro    | Veronica Campbell-Brown Natasha Morrison Elaine Thompson Shelly-Ann Fraser Pryce | 4 × 100 m           | 41,07 s (RC) | 29 de agosto |
| Medalla de oro    | Nesta Carter Asafa Powell Nickel Ashmeade Usain Bolt                             | 4 × 100 m           | 37,36 s      | 29 de agosto |
| Medalla de oro    | Christine Day Shericka Jackson Stephanie Ann McPherson Novlene Williams-Mills    | 4 × 400 m           | 3:19,13      | 30 de agosto |
| Medalla de plata  | Hansle Parchment                                                                 | 110 m vallas        | 13,03 s      | 28 de agosto |
| Medalla de plata  | Elaine Thompson                                                                  | 200 m               | 21,66 s      | 28 de agosto |
| Medalla de bronce | O'Dayne Richards                                                                 | Lanzamiento de peso | 21,69 m      | 23 de agosto |
| Medalla de bronce | Shericka Jackson                                                                 | 400 m               | 49,99 m      | 27 de agosto |
| Medalla de bronce | Veronica Campbell-Brown                                                          | 200 m               | 21,97 m      | 28 de agosto |

## Lista de atletas y resultados individuales
Nota: La posición del atleta corresponde a la tabla general de la ronda respectiva.
Leyenda : Q: Clasificación directa a la siguiente ronda; q: Obtuvo cupo disponible por medio de la clasificación general;  DNF: No finalizó la prueba; DNS: No inició la prueba; DQ: Descalificado.

### Masculino

#### 100 m
| Atleta            | Primera ronda | Primera ronda | Segunda ronda | Segunda ronda | Semifinal | Semifinal | Final  | Final    |
| Atleta            | Tiempo        | Posición      | Tiempo        | Posición      | Tiempo    | Posición  | Tiempo | Posición |
| ----------------- | ------------- | ------------- | ------------- | ------------- | --------- | --------- | ------ | -------- |
| Nickel Ashmeade   |               |               | 10,19 Q       | 27º           | 10,06     | 14°       |        |          |
| Kemar Bailey-Cole |               |               |               |               |           |           |        |          |
| Usain Bolt        |               |               | 9,96 Q        | 5°            | 9,96 Q    | 3°        | 9,79   | 1°       |
| Asafa Powell      |               |               | 9,95 Q        | 4°            | 9,97 Q    | 6°        | 10,00  | 7°       |

#### 200 m
| Atleta          | Preliminar | Preliminar | Semifinal | Semifinal | Final  | Final    |
| Atleta          | Tiempo     | Posición   | Tiempo    | Posición  | Tiempo | Posición |
| --------------- | ---------- | ---------- | --------- | --------- | ------ | -------- |
| Nickel Ashmeade | 20,40 Q    | 25°        | 20,19 Q   | 9°        | 20,33  | 8°       |
| Usain Bolt      | 20,28 Q    | 13°        | 19,95 Q   | 2°        | 19,55  | 1°       |
| Rahsheed Dwyer  |            |            |           |           |        |          |
| Julian Forte    | 20,16 Q    | 5°         | 20,57     | 23°       |        |          |
| Warren Weir     | 20,24 Q    | 11°        | 20,43     | 18°       |        |          |

#### 400 m
| Atleta           | Preliminar | Preliminar | Semifinal | Semifinal | Final  | Final    |
| Atleta           | Tiempo     | Posición   | Tiempo    | Posición  | Tiempo | Posición |
| ---------------- | ---------- | ---------- | --------- | --------- | ------ | -------- |
| Javon Francis    | 44,83 Q    | 17º        | 44,77     | 12°       |        |          |
| Peter Matthews   | 44,69 q    | 15º        | 45,42     | 22        |        |          |
| Rusheen McDonald | 43,93 Q    | 1º         | 44,86     | 15°       |        |          |
| Edino Steele     |            |            |           |           |        |          |

#### 5000 m
| Atleta         | Preliminar | Preliminar | Final  | Final    |
| Atleta         | Tiempo     | Posición   | Tiempo | Posición |
| -------------- | ---------- | ---------- | ------ | -------- |
| Kemoy Campbell | 14:00,55   | 31°        |        |          |

#### 110 m vallas
| Atleta           | Preliminar | Preliminar | Semifinal | Semifinal | Final  | Final    |
| Atleta           | Tiempo     | Posición   | Tiempo    | Posición  | Tiempo | Posición |
| ---------------- | ---------- | ---------- | --------- | --------- | ------ | -------- |
| Omar McLeod      | 13,43 Q    | 11°        | 13,14 Q   | 3°        | 13,18  | 6°       |
| Hansle Parchment | 13,33 Q    | 6°         | 13,16 Q   | 4°        | 13,03  | 2°       |
| Andrew Riley     | 13,43 Q    | 11°        | 13,43     | 16°       |        |          |

#### 400 m vallas
| Atleta        | Preliminar | Preliminar | Semifinal | Semifinal | Final  | Final    |
| Atleta        | Tiempo     | Posición   | Tiempo    | Posición  | Tiempo | Posición |
| ------------- | ---------- | ---------- | --------- | --------- | ------ | -------- |
| Roxroy Cato   | 49,47      | 25º        |           |           |        |          |
| Leford Green  | 49,33 q    | 19°        | 49,59     | 20°       |        |          |
| Annsert Whyte | 49,10 Q    | 14º        | 48,90     | 16°       |        |          |

#### Salto de longitud
| Atleta       | Preliminar (grupo A) | Preliminar (grupo A) | Final | Final    |
| Atleta       | Marca                | Posición             | Marca | Posición |
| ------------ | -------------------- | -------------------- | ----- | -------- |
| Damar Forbes | 7,62                 | 26°                  |       |          |

#### Lanzamiento de peso
| Atleta           | Preliminar | Preliminar | Final | Final    |
| Atleta           | Marca      | Posición   | Marca | Posición |
| ---------------- | ---------- | ---------- | ----- | -------- |
| O'Dayne Richards | 20,55 q    | 6°         | 21,69 | 3°       |

#### Lanzamiento de disco
| Atleta         | Preliminar        | Preliminar | Final | Final    |
| Atleta         | Marca             | Posición   | Marca | Posición |
| -------------- | ----------------- | ---------- | ----- | -------- |
| Fedrick Dacres | 65,77 Q (Grupo A) | 1°         | 64,22 | 7°       |
| Jason Morgan   | 60,85 (Grupo A)   | 22°        |       |          |
| Chad Wright    | 61,53 (Grupo B)   | 17°        |       |          |

#### 4 × 100 m
| Atleta | Preliminar | Preliminar | Final | Final    |
| Atleta | Marca      | Posición   | Marca | Posición |
| --- | ---------- | ---------- | ----- | -------- |
| Nesta Carter Asafa Powell Nickel Ashmeade Usain Bolt Rasheed Dwyer (*) Kemar Bailey-Cole (**) Tyquendo Tracey (**) | 37,41 Q    | 1°         | 37,36 | 1°       |

(*) Con participación en ronda preliminar.

(**) Sin participación.

#### 4 × 400 m
| Atleta | Preliminar | Preliminar | Final | Final    |
| Atleta | Marca      | Posición   | Marca | Posición |
| --- | ---------- | ---------- | ----- | -------- |
| Peter Matthews Ricardo Chambers Rusheen McDonald Javon Francis Dane Hyatt (*) Nickel Ashmeade (**) Jonia McDonald (**) Edino Steele (**) | 2:58,69 Q  | 3°         | 2:58, | 4°       |

(*) Con participación en ronda preliminar.

(**) Sin participación.

### Femenino

#### 100 m
| Atleta                  | Preliminar | Preliminar | Semifinal | Semifinal | Final  | Final    |
| Atleta                  | Tiempo     | Posición   | Tiempo    | Posición  | Tiempo | Posición |
| ----------------------- | ---------- | ---------- | --------- | --------- | ------ | -------- |
| Veronica Campbell-Brown | 11,04 Q    | 6º         | 10,89 Q   | 4°        | 10,91  | 4°       |
| Shelly-Ann Fraser-Pryce | 10,88 Q    | 1°         | 10,82 Q   | 1°        | 10,96  | 1°       |
| Natasha Morrison        | 11,08 Q    | 8°         | 10,96 q   | 7°        | 11,02  | 7°       |
| Sherone Simpson         | 11,22 Q    | 18°        | 11,06     | 11°       |        |          |

#### 200 m
| Atleta                  | Preliminar | Preliminar | Semifinal | Semifinal | Final  | Final    |
| Atleta                  | Tiempo     | Posición   | Tiempo    | Posición  | Tiempo | Posición |
| ----------------------- | ---------- | ---------- | --------- | --------- | ------ | -------- |
| Veronica Campbell-Brown | 22,79 Q    | 8°         | 22,47 q   | 7°        | 21,97  | 3°       |
| Shelly-Ann Fraser-Pryce |            |            |           |           |        |          |
| Sherone Simpson         | 22,52 Q    | 1°         | 22,53 Q   | 8°        | 22,50  | 8°       |
| Elaine Thompson         | 22,78 Q    | 7°         | 22,13 Q   | 2°        | 21,66  | 2°       |

#### 400 m
| Atleta                  | Preliminar | Preliminar | Semifinal | Semifinal | Final  | Final    |
| Atleta                  | Tiempo     | Posición   | Tiempo    | Posición  | Tiempo | Posición |
| ----------------------- | ---------- | ---------- | --------- | --------- | ------ | -------- |
| Christine Day           | 50,58 Q    | 6°         | 50,82 Q   | 10°       | 50,14  | 4°       |
| Shericka Jackson        | 50,41 Q    | 3°         | 50,03 Q   | 2°        | 49,99  | 3°       |
| Stephanie Ann McPherson | 50,34 Q    | 1°         | 50,32 Q   | 5°        | 50,42  | 5°       |
| Novlene Williams-Mill   | 51,07 Q    | 12°        | 50,47 q   | 6°        | 50,47  | 6°       |

#### 800 m
| Atleta          | Preliminar | Preliminar | Semifinal | Semifinal | Final  | Final    |
| Atleta          | Tiempo     | Posición   | Tiempo    | Posición  | Tiempo | Posición |
| --------------- | ---------- | ---------- | --------- | --------- | ------ | -------- |
| Simoya Campbell | 2:01,43    | 28°        |           |           |        |          |
| Natoya Goule    | 2:02,37    | 33°        |           |           |        |          |

#### 1500 m
| Atleta       | Preliminar | Preliminar | Semifinal | Semifinal | Final  | Final    |
| Atleta       | Tiempo     | Posición   | Tiempo    | Posición  | Tiempo | Posición |
| ------------ | ---------- | ---------- | --------- | --------- | ------ | -------- |
| Aisha Praugh |            |            |           |           |        |          |

#### 3000 m obstáculos
| Atleta       | Preliminar | Preliminar | Final  | Final    |
| Atleta       | Tiempo     | Posición   | Tiempo | Posición |
| ------------ | ---------- | ---------- | ------ | -------- |
| Aisha Praugh | DQ         | DQ         | DQ     | DQ       |

#### 100 m vallas
| Atleta             | Preliminar | Preliminar | Semifinal | Semifinal | Final  | Final    |
| Atleta             | Tiempo     | Posición   | Tiempo    | Posición  | Tiempo | Posición |
| ------------------ | ---------- | ---------- | --------- | --------- | ------ | -------- |
| Kimberly Laing     | 13,10 q    | 23°        | 13,00     | 16°       |        |          |
| Danielle Williams  | 12,77 Q    | 3°         | 12,58 Q   | 1°        | 12,57  | 1°       |
| Shermaine Williams | 12,78 Q    | 4          | 12,86 Q   | 8°        | 12,95  | 7°       |

#### 400 m vallas
| Atleta            | Preliminar | Preliminar | Semifinal | Semifinal | Final  | Final    |
| Atleta            | Tiempo     | Posición   | Tiempo    | Posición  | Tiempo | Posición |
| ----------------- | ---------- | ---------- | --------- | --------- | ------ | -------- |
| Janieve Russell   | 55,09 Q    | 7º         | 54,78 Q   | 6°        | 54,64  | 5°       |
| Kaliese Spencer   | 55,03 Q    | 6°         | 54,45 Q   | 4.º       | 55,47  | 8.º      |
| Shevon Stoddart   | 55,60      | 27.º       |           |           |        |          |
| Ristananna Tracey | 57,60      | 30.º       |           |           |        |          |

#### Triple salto
| Atleta            | Preliminar | Preliminar | Final | Final    |
| Atleta            | Marca      | Posición   | Marca | Posición |
| ----------------- | ---------- | ---------- | ----- | -------- |
| Shanieka Thomas   | 14,05 q    | 8º         | 14,08 | 11°      |
| Kimberly Williams | 14,23 q    | 6º         | 14,45 | 5°       |
| Ristananna Tracey | -          | -          | -     | -        |

#### Lanzamiento de peso
| Atleta         | Preliminar | Preliminar | Final | Final    |
| Atleta         | Marca      | Posición   | Marca | Posición |
| -------------- | ---------- | ---------- | ----- | -------- |
| Danniel Thomas | 16,62      | 22º        |       |          |

#### Heptatlón
| Salcia Slack | 13,98 | 26º | 1,62 | 33º | 13,53 | 19º | 24,73 | 18º | 5,54 | 29º | 36,11 | 28° | DNS | DNS | DNF | DNF | DNF | DNF | DNF | DNF |

#### 4 × 100 m
| Atleta | Preliminar | Preliminar | Final | Final    |
| Atleta | Marca      | Posición   | Marca | Posición |
| --- | ---------- | ---------- | ----- | -------- |
| Veronica Campbell-Brown Natasha Morrison Elaine Thompson Shelly Ann-Fraser-Pryce Sherone Simpson (*) Kerrone Stewart (*) | 41,84 Q    | 1°         | 41,07 | 1° RC    |

(*) Con participación en ronda preliminar.

#### 4 × 400 m
| Atleta | Preliminar | Preliminar | Final   | Final    |
| Atleta | Marca      | Posición   | Marca   | Posición |
| --- | ---------- | ---------- | ------- | -------- |
| Christine Day Shericka Jackson Stephenie Ann McPherson Novlene Williams-Mills Chrissan Gordon (*) Anastasia Le-Roy (*) | 3:23,62 Q  | 3°         | 3:19,13 | 1°       |

(*) Con participación en ronda preliminar.